# Richard Serra
Richard Serra (San Francisco, 2 november 1939 – Orient (New York), 26 maart 2024) was een Amerikaans beeldhouwer en videokunstenaar. Hij wordt gerekend tot de minimalisten (minimal art en land art). Zijn grootste bekendheid verwierf Serra met zijn monumentale sculpturen uit staal en vooral cortenstaal.

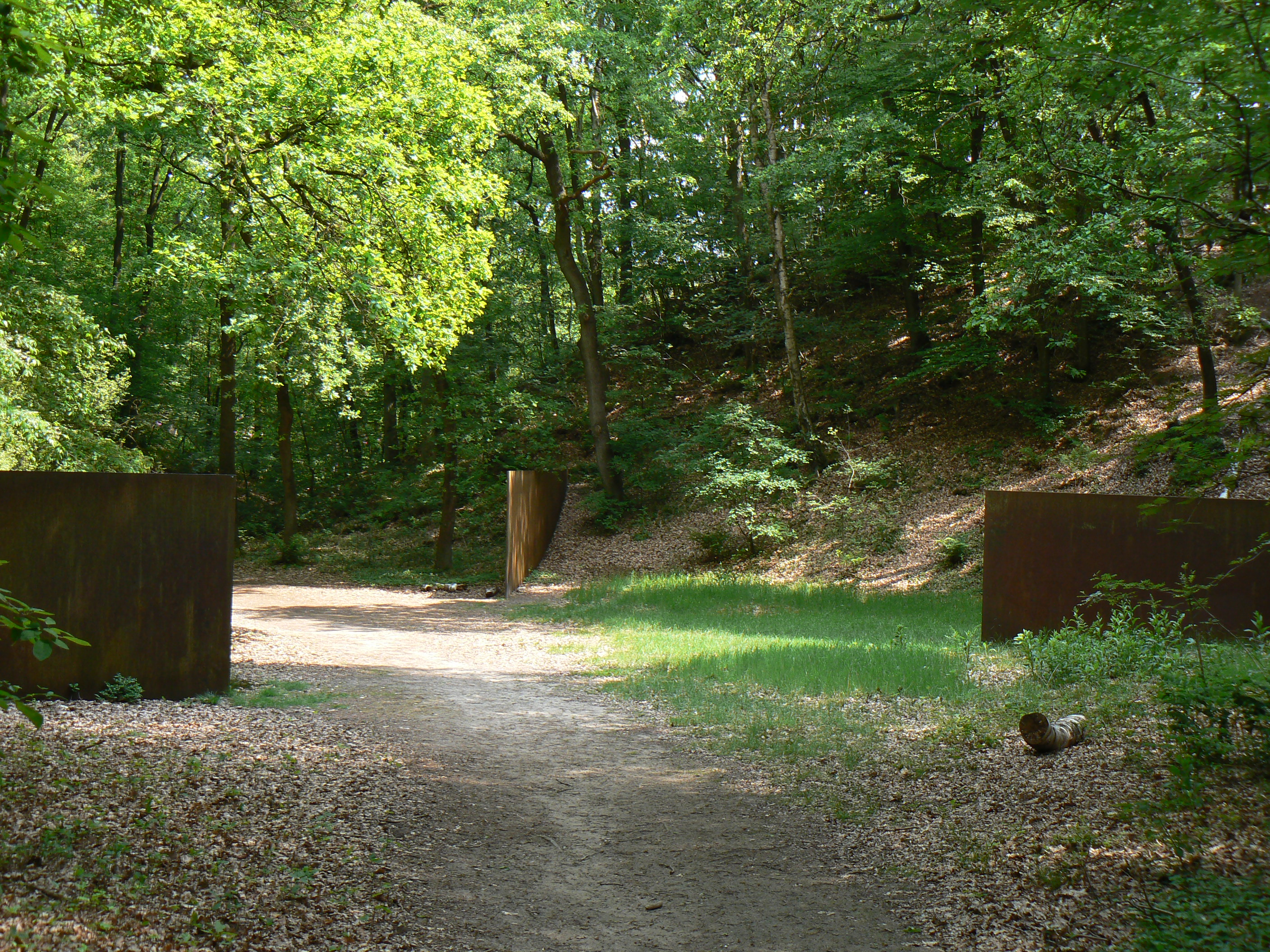
Spin Out, for Robert Smithson (1972/3), Beeldenpark van het Kröller-Müller Museum

## Biografische schets
Serra werd geboren in San Francisco, Californië, als tweede van drie zonen van Tony en Gladys Serra. Zijn vader was Spaans uit Mallorca en moeder was Russisch-Oekraïens uit Odessa. Hij studeerde van 1957 tot 1961 Engelse literatuur aan de Universiteit van Californië in Berkeley en Santa Barbara. Als student werkte hij om in zijn levensonderhoud te voorzien in een lokale staalfabriek, waar hij zijn eerste ervaringen opdeed in de omgang met staal, hetgeen van beslissende betekenis is geweest voor zijn verdere ontwikkeling als metaalkunstenaar.
Van 1961 tot 1964 studeerde Serra kunst aan de Yale-universiteit in New Haven. Hij werd assistent van Josef Albers. Aanvankelijk lag zijn belangstelling bij de schilderkunst, maar na een eenjarig verblijf in Parijs, met een stipendium van Yale, wist hij dat zijn toekomst lag in de beeldhouwkunst. Hij raakte in Parijs bevriend met Philip Glass en werkte in het atelier dat van Constantin Brâncuși was geweest. Van beiden onderging hij grote invloed.
Serra ging in New York wonen, waar hij in de periode 1966-1967 een reeks werken creëerde met niet-traditionele materialen als rubber en neonbuizen. Hij werkte in deze periode, om bij te verdienen, als inpakker in een meubelfabriek, met vrienden als Robert Fiore, Steve Reich en Philip Glass. Zijn vriendenkring omvatte ook de kunstenaars Carl Andre, Walter De Maria, Eva Hesse, Sol LeWitt en Robert Smithson. De laatste had een beslissende invloed op zijn keuze voor "environmental art" en "land art". Serra werd de invloedrijkste Amerikaanse beeldhouwer en minimalist van zijn tijd.
Serra was van 1965 tot 1970 getrouwd met de beeldhouwster en schilderes Nancy Graves (1939–1995). Hij trouwde in 1981 met Clara Weyergraf en woonde en werkte in New York en in Nova Scotia. Serra overleed op 26 maart 2024 op 85-jarige leeftijd aan een longontsteking.

## Werk

### Werk in openbare collecties (selectie)
- Bonnefantenmuseum, Maastricht, met o.a. The Hours of the Day
- Kröller-Müller Museum, Otterlo
- Museum Boijmans Van Beuningen, Rotterdam[3]
- Stedelijk Museum Amsterdam, met o.a. Sight point (for Leo Castelli)
- Museum Voorlinden, Wassenaar
- Museum De Pont, Tilburg

### The Matter of Time
Het grootste kunstwerk uitgevoerd in cortenstaal is Richard Serra's The Matter of Time, een werk bestaande uit acht installaties met in totaal vijftig onderdelen (o.a. ellipsen, spiralen en cirkels). Het wordt gedurende 25 jaar tentoongesteld in een speciaal daarvoor vrijgemaakte expositieruimte van het Guggenheim Museum (Bilbao) in Spanje. De complexe sculptuur werd in 2005 vervaardigd uit staal van Dillinger Hütte AG uit Dillingen (Duitsland) bij het staalbedrijf Pickhan Group in Siegen. De kosten van het kunstwerk bedroegen $ 20.000.000,=. De ontstaansgeschiedenis van The Matter of Time en de werkwijze van Serra zijn vastgelegd in de documentairefilm Thinking on Your Feet (Duitsland 2005 / Maria Anna Tappeiner, 94 min.).

### Andere sculpturen/installaties
Serra's activiteiten beperken zich niet slechts tot de Verenigde Staten en Duitsland. In heel Noord-Amerika en Europa bevinden zich zijn werken. Enkele voorbeelden:
- Sea Level (1989/1996) in Landschapspark De Wetering, Zeewolde: twee staande wanden, uitgevoerd in beton, van elk 200 meter lang. Hier afgebeeld de Westelijke zijde. Serra refereerde aan het feit dat Zeewolde op de bodem van de voormalige Zuiderzee is gebouwd.
- Terminal (1977) oorspronkelijk het herkenningsteken voor de documenta 6 in 1977 in Kassel, daarna verkocht aan de Duitse stad Bochum voor DM 350.000 en na veel (politiek) geharrewar in 1979 geplaatst bij Hauptbahnhof Bochum.
- Viewpoint (2006) een uit twee delen bestaande sculptuur, die werd geplaatst op een verkeersplein in Duitsland, dicht bij de plekken waar het staal wordt geproduceerd en tot sculpturen gevormd (zie: The Matter of Time), tussen Siegen, Dillingen en Saarlouis.

## Tentoonstellingen
In 1990 was er een tentoonstelling van Serra's werk in het toenmalige gebouw van het Bonnefantenmuseum te Maastricht, met een begeleidende beredeneerde catalogus.

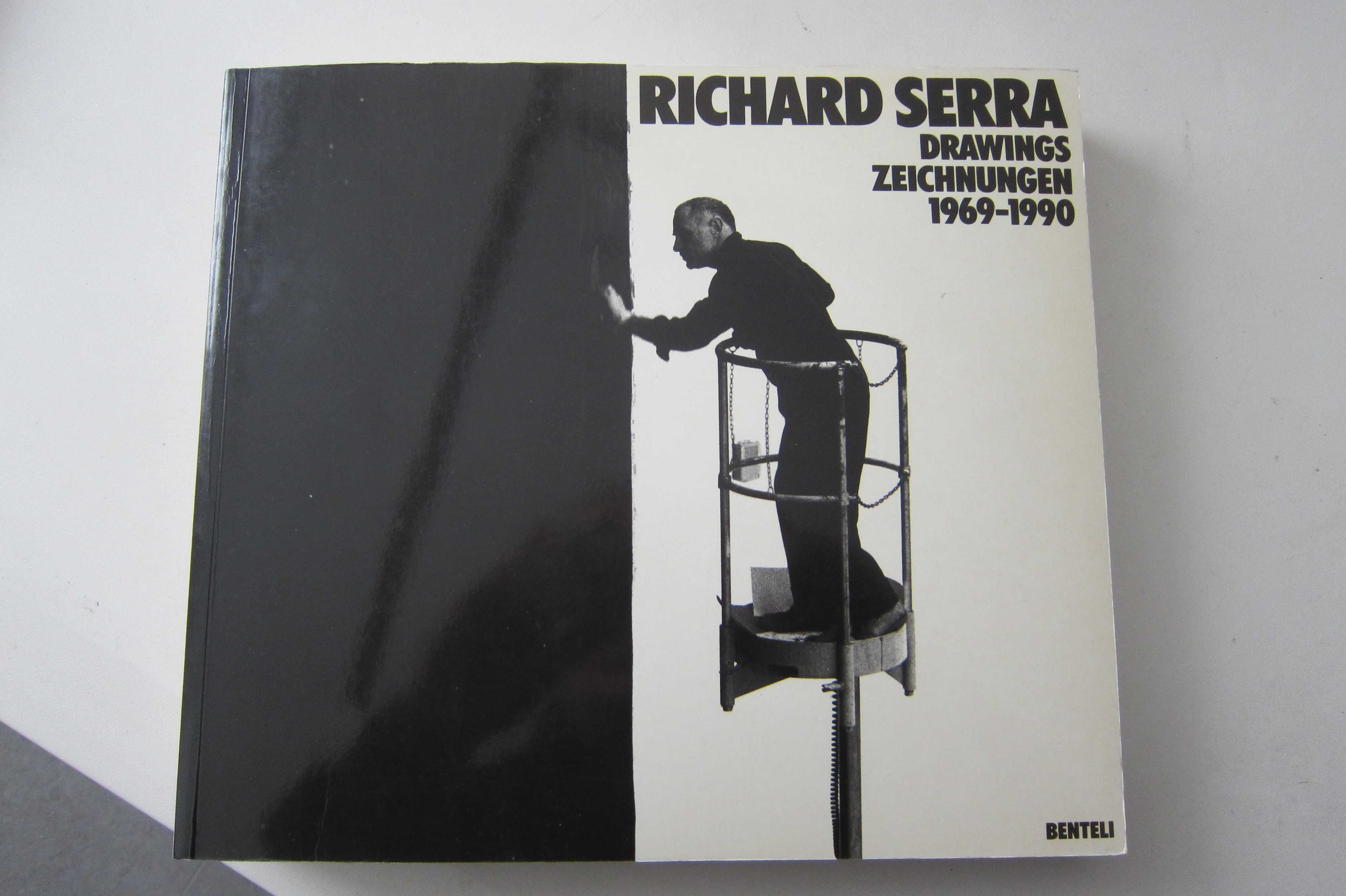
Cover catalogus tentoonstelling Richard Serra, Drawings 1969-1990, Bonnefantenmuseum, Maastricht, 1990.

## Fotogalerij

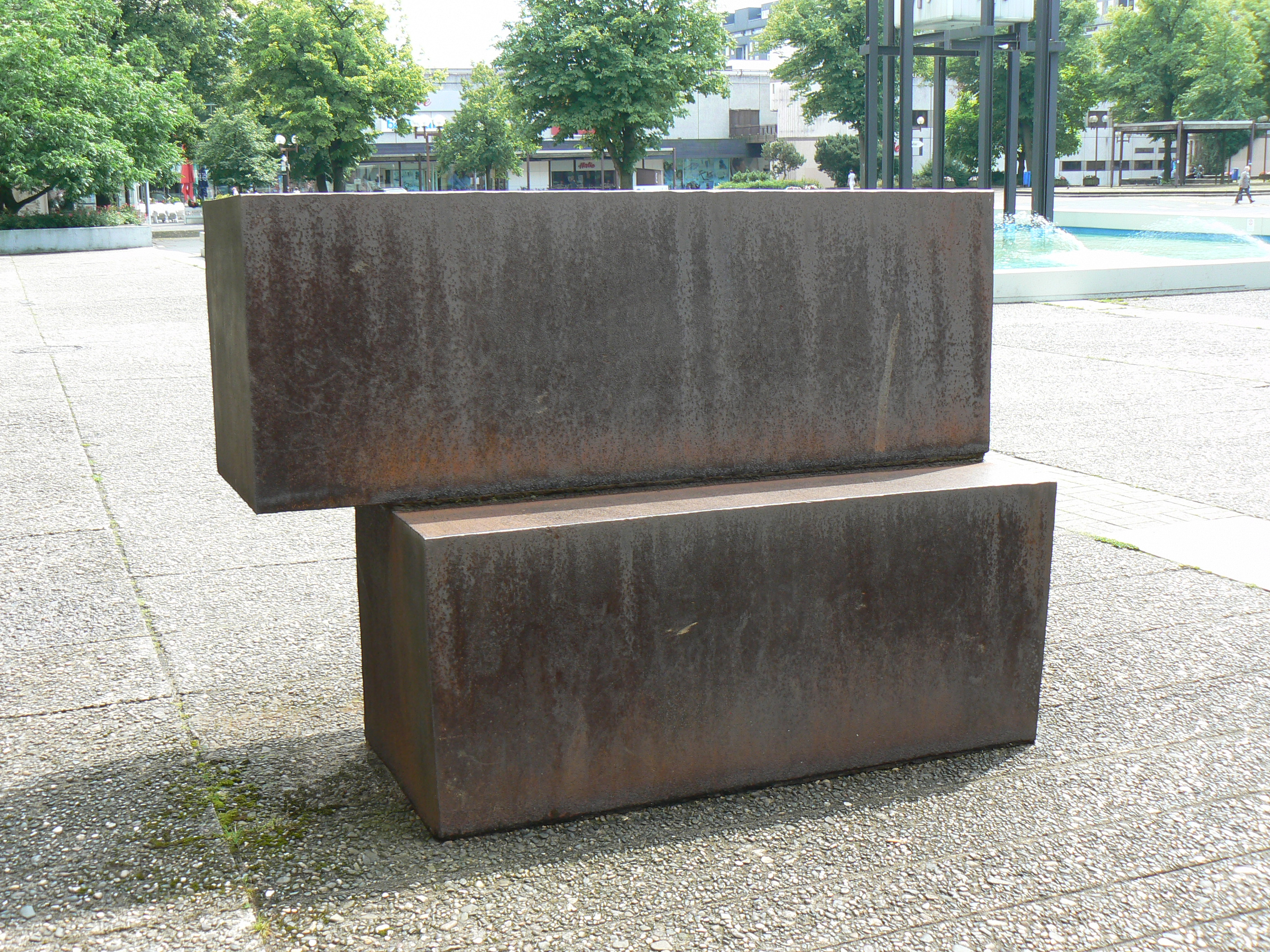
"Untitled" (1978), buitencollectie Skulpturenmuseum Glaskasten, Marl
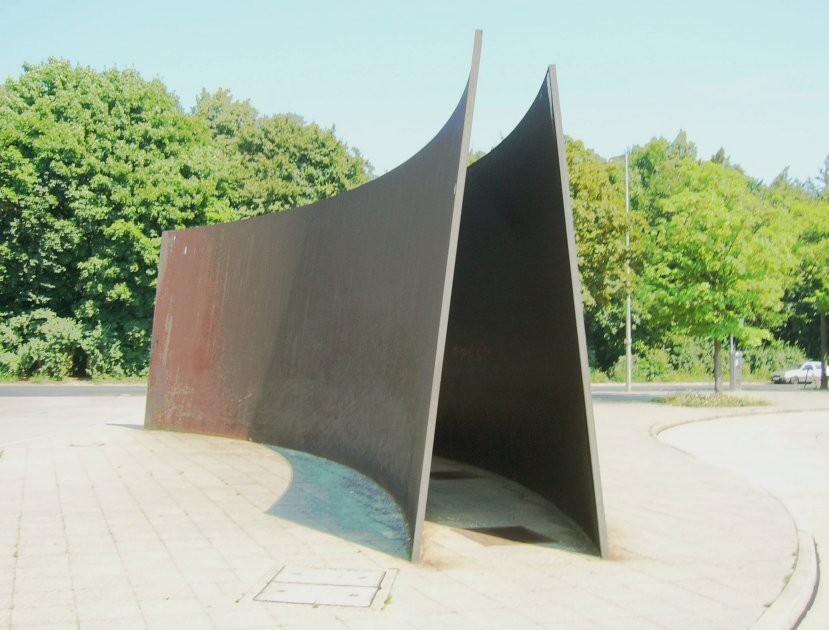
"Berlin Curves" (1986), Berlijn
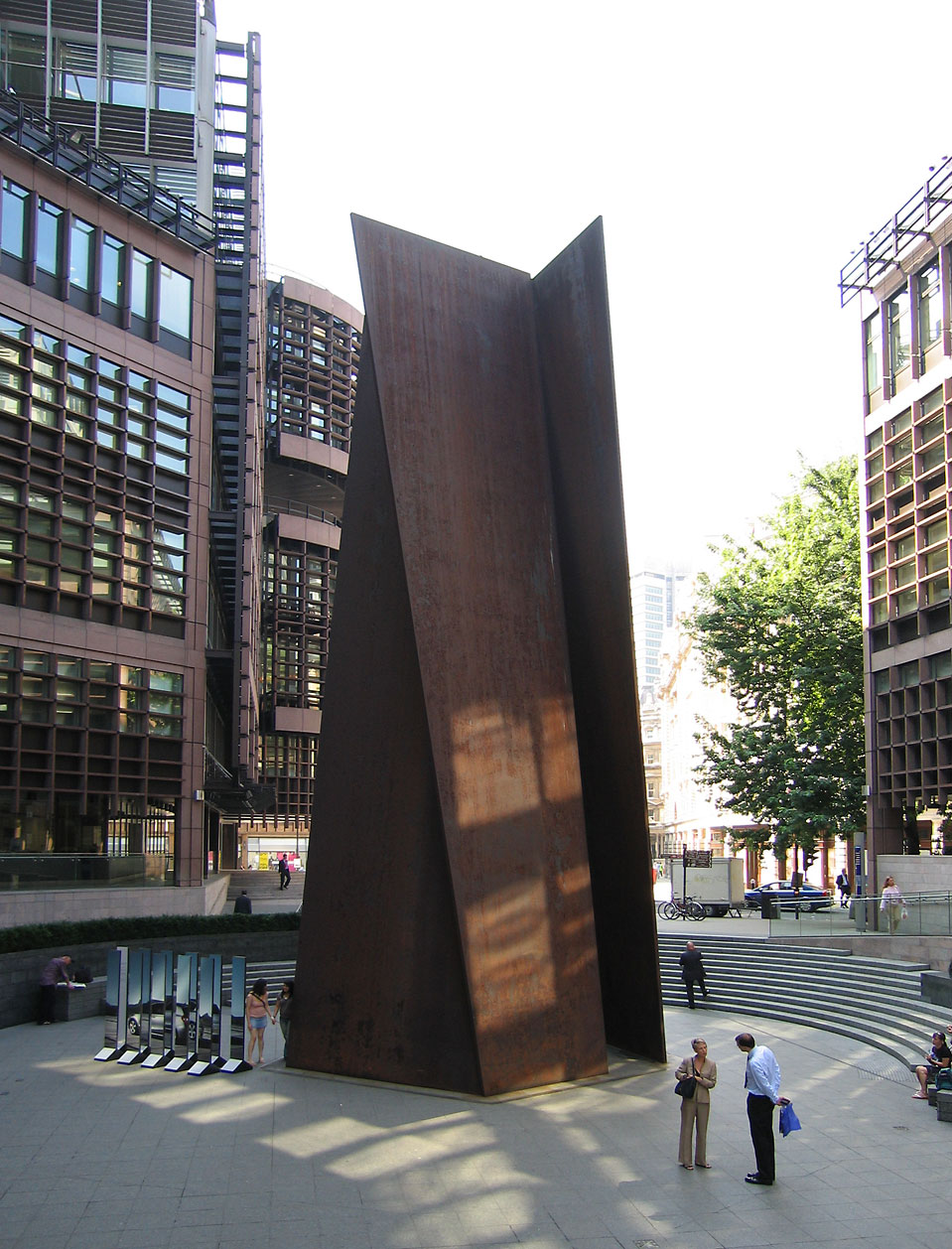
"Fulcrum" (1987), Londen
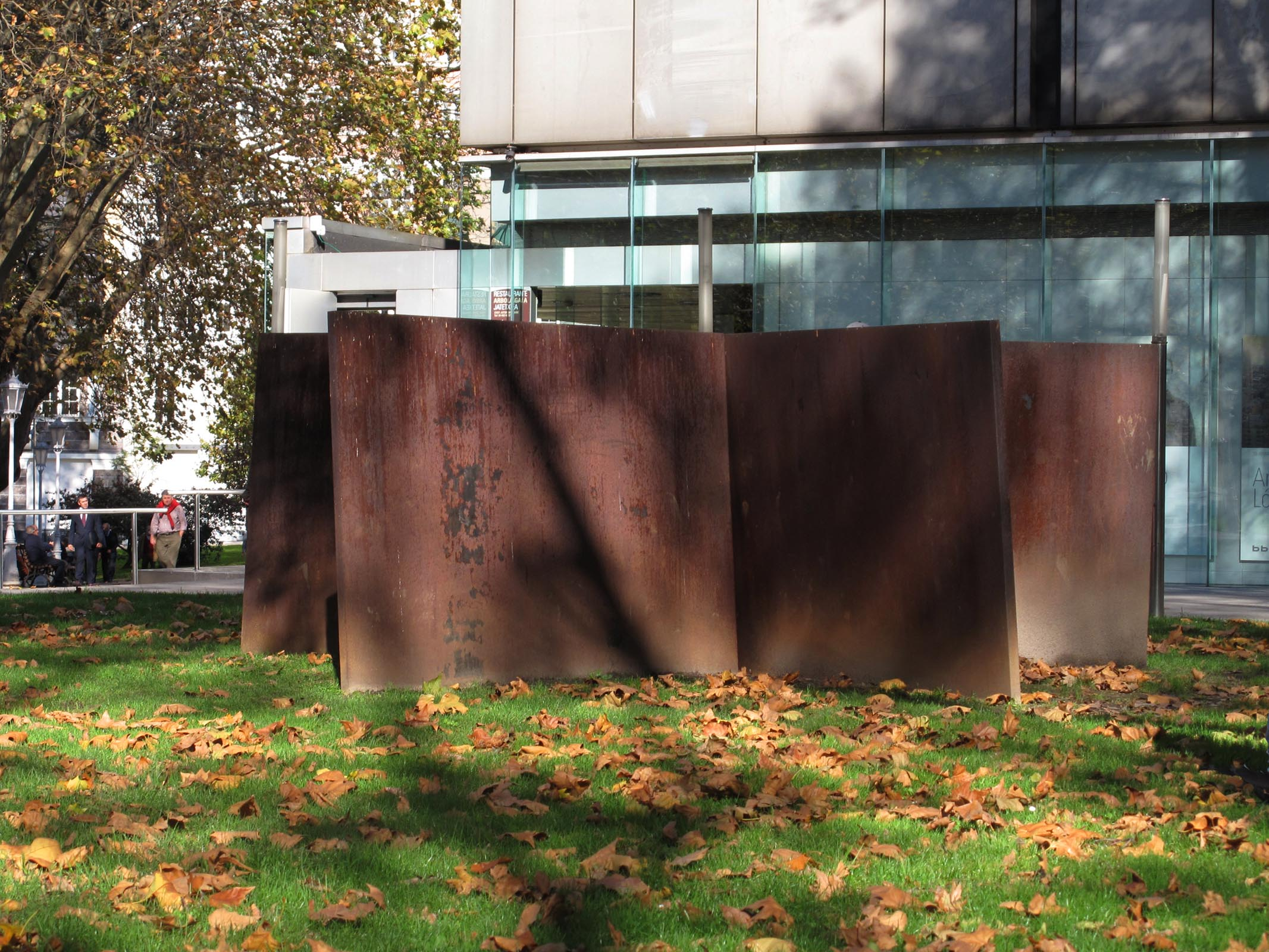
"Five Plates Counter Clockwise Pentagon" (1987), Bilbao
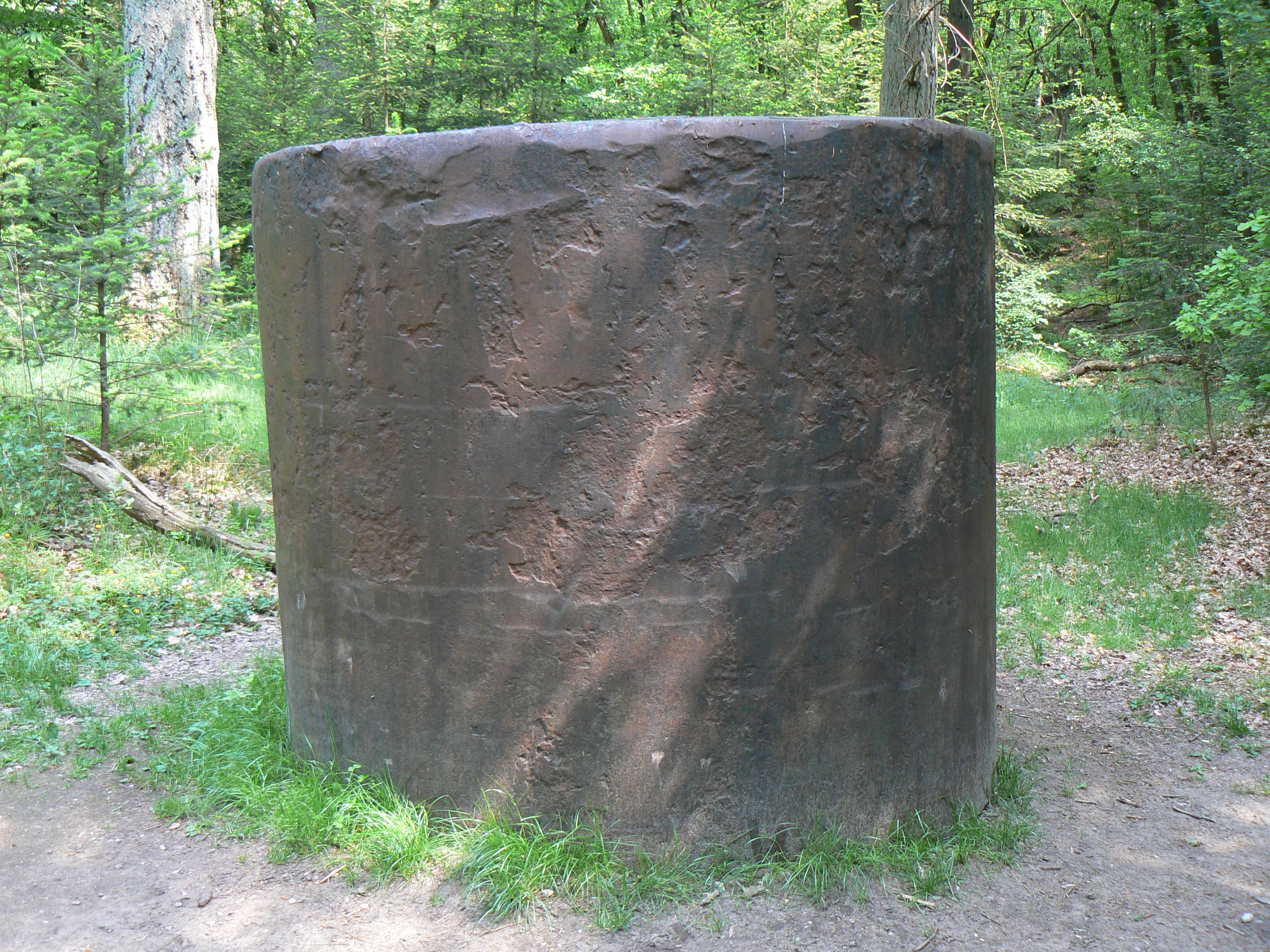
"One" (1988), Beeldenpark van het KMM, Otterlo
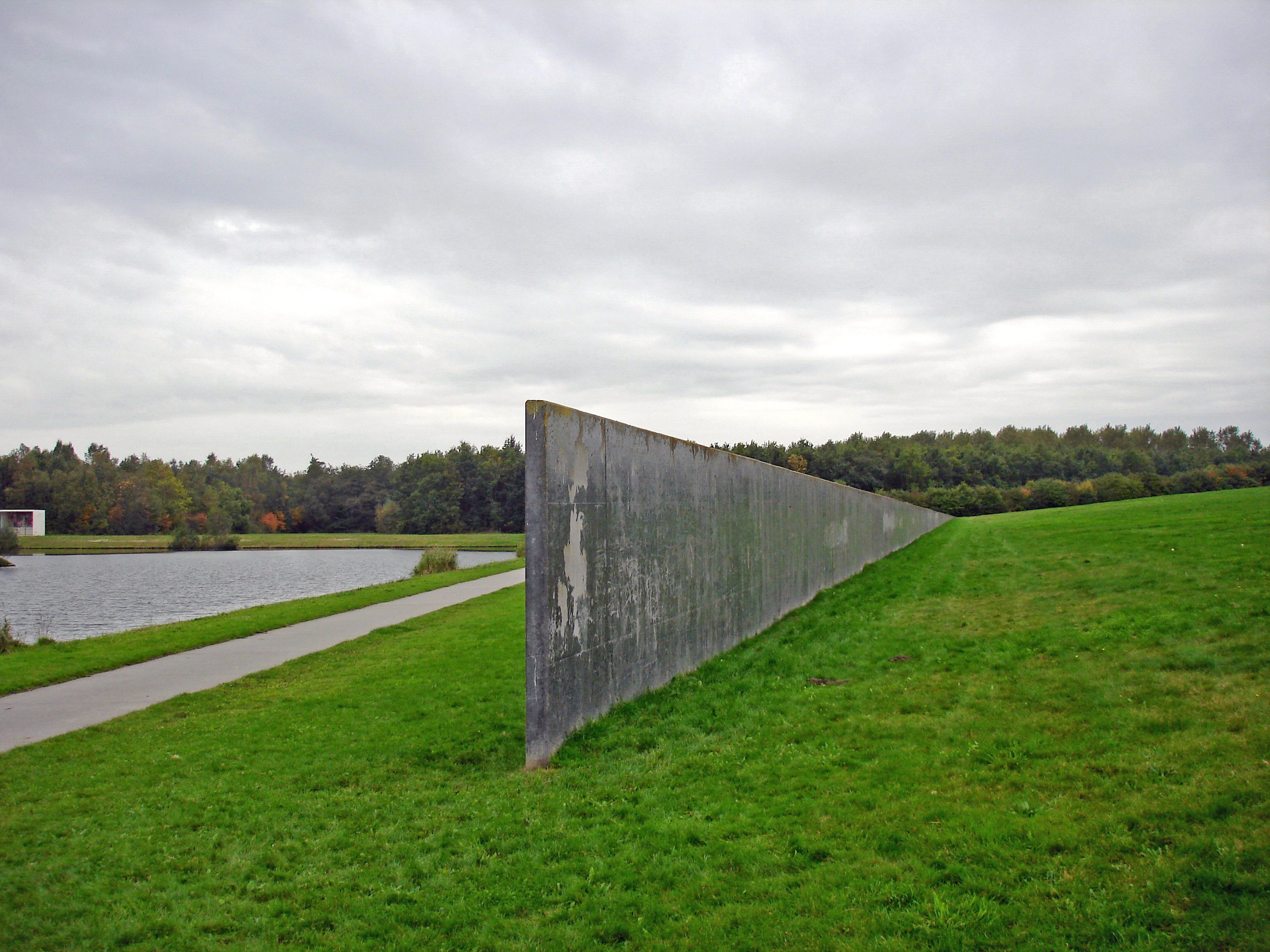
"Sea Level" (1989-1996), Zeewolde (Flevoland)
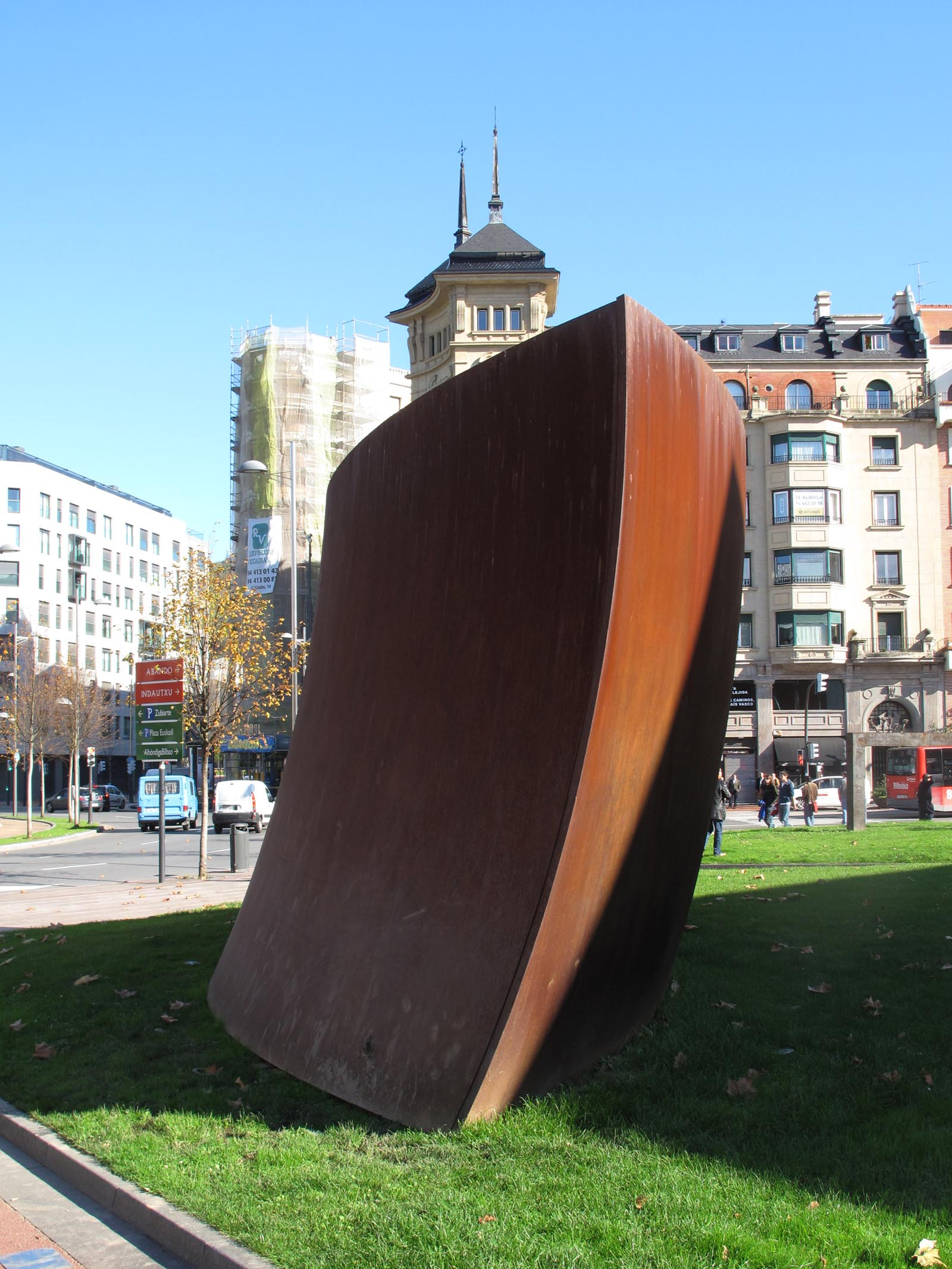
"New Union"(2003), Bilbao
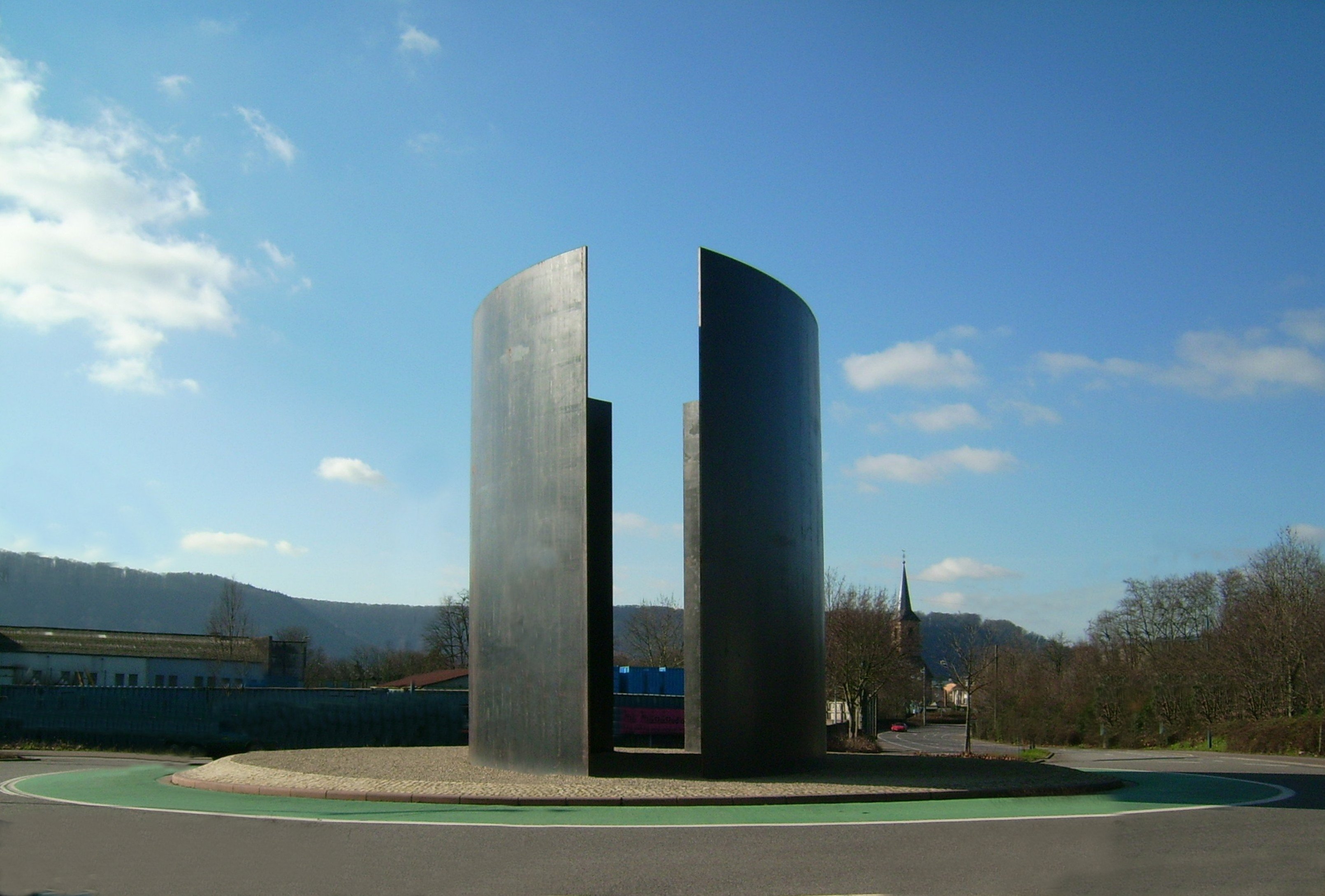
"View Point" (2006), Dillingen